# آندرس هاوگن
آندرس هاوگن (انگلیسی: Anders Haugen; ۲۴ نوامبر ۱۸۸۸ – ۱۴ آوریل ۱۹۸۴) اسکی‌باز پرش، و اسکی‌باز صحرانوردی اهل ایالات متحده آمریکا بود.